# Reichsbahndirektion Karlsruhe
Die Reichsbahndirektion Karlsruhe war ein Verwaltungsbezirk der Deutschen Reichsbahn, und Nachfolgerin der Direktion der Großherzoglich Badischen Staatseisenbahnen.
Das Gebiet dieser Reichsbahndirektion erstreckte sich, mit Ausnahme des äußersten Nordostens, über das gesamte Land Baden vom unteren Neckar entlang des Ober- und des Hochrheins bis zum Bodensee und schloss auch den südlichen Schwarzwald mit ein.
Bedeutende Strecken innerhalb der Direktion waren:
- die Badische Hauptbahn: Mannheim/Heidelberg – Karlsruhe – Offenburg – Freiburg – Basel – (Schweiz – Italien)
- die Fortsetzung entlang des Hochrheins über Schaffhausen (Schweiz) nach Singen (Hohentwiel) – Radolfzell (– Friedrichshafen)
- die Badische Schwarzwaldbahn: Offenburg – Villingen – Singen (Hohentwiel) (– Konstanz)
- die Strecken von Heidelberg nach Heilbronn: über Eberbach (Neckartalbahn) und die über Meckesheim
- die Strecken von Karlsruhe nach Eppingen – (Heilbronn) und nach (Stuttgart) über Bretten oder Pforzheim

Nebenstrecken:
- Schmalspurstrecke von Mosbach nach Mudau (Odenwaldexpress)
- Murgtalbahn von Rastatt nach Freudenstadt

Bodenseeschifffahrt:
- Nach dem Übergang der Großherzoglich Badischen Staatseisenbahnen auf das Reich führte die Eisenbahngeneraldirektion in Karlsruhe die Aufsicht über den Schiffsbetrieb der ehemaligen Großherzoglich Badischen Bodenseedampfschiffahrt fort. Ab 1930 ist das Reichsbahn-Maschinenamt Konstanz der Reichsbahndirektion Karlsruhe für die badischen Reichsbahnschiffe auf dem Bodensee zuständig.

Nach dem Zweiten Weltkrieg wurde Baden, und damit auch das Gebiet der Reichsbahndirektion Karlsruhe, infolge der Zonengrenzziehung südlich von Karlsruhe geteilt. Der nördliche Landesteil bis zum Landkreis Karlsruhe (einschließlich) gehörte nun zum neugebildeten Land Württemberg-Baden in der US-amerikanischen Besatzungszone, der südliche Landesteil einschließlich des Landkreises Rastatt bildete das neue Land Baden (Südbaden) als Teil der französischen Zone. In Anpassung an diese politischen Verwaltungsstrukturen wurden die Strecken und Dienststellen der Reichsbahndirektion Karlsruhe in Württemberg-Baden (somit also auch Karlsruhe selbst) an die Reichsbahndirektion Stuttgart abgegeben, dafür kamen jene im französisch besetzten neuen Land Württemberg-Hohenzollern sowie im bayerischen Landkreis Lindau von den Reichsbahndirektionen Stuttgart bzw. Augsburg in die Zuständigkeit der jetzt Eisenbahndirektion Karlsruhe genannten Behörde. Die linksrheinischen Strecken (in der Pfalz) schließlich wurden an die Eisenbahndirektion Mainz abgegeben. Die Gesamtverwaltung der Eisenbahndirektionen in der französischen Zone („Karlsruhe“, Mainz und Saarbrücken bzw. Trier) wurde zunächst in der Oberdirektion der Deutschen Eisenbahnen der französisch besetzten Zone, ab 1947 dann in der Betriebsvereinigung der Südwestdeutschen Eisenbahnen (SWED) in Speyer zusammengefasst. Nach Auflösung der SWED und vollständiger Eingliederung in die Deutsche Bundesbahn im Jahre 1952 wurden die Grenzen der nunmehrigen Bundesbahndirektion Karlsruhe zu den Bundesbahndirektionen Stuttgart und Augsburg 1953 wieder zurückverlegt. Zuständigkeiten in der Pfalz bekam die Karlsruher Direktion erst wieder nach Auflösung der Bundesbahndirektion Mainz 1971.

## Präsidenten (Auswahl)
- Paul von Eltz-Rübenach: von Juli 1924 bis Mai 1932
- Max Roser: von Juli 1933 bis November 1944
- Fritz Grimm: von Dezember 1944 bis Mai 1945
- Max Roser: von September 1945 bis Januar 1946
- Willi Keckeisen: von 1972 bis 1974